# Puerto Escondido (Córdoba)
Puerto Escondido es un municipio de Colombia perteneciente al departamento de Córdoba. Ubicado en el litoral del mar Caribe. Es conocido por su festival del bullerengue. Además, posee en su jurisdicción la isla Tortuguilla.

## Geografía
Está ubicado entre los siguientes paralelos y meridianos: por el norte, el territorio municipal se extiende hasta los 9°2′ de latitud norte, ubicándose en la boca del río Mangle; por el sur el punto más extremos se encuentra a los 3°53′ de latitud norte; por el oriente se extiende hasta los 76°3′ de longitud occidental, alcanzando los 76°16′ en Punta Brava occidente, litoral de la Costa Caribe. El municipio tiene una extensión de 423.2 km² y posee 27 kilómetros de costa sobre el Mar Caribe. 
Puerto Escondido como parte del área de influencia del gran Urabá, se encuentra ubicado al noroccidente del Departamento de Córdoba e integra con los municipios de los Córdobas, Moñitos, San Bernardo del Viento y San Antero, los 125 km de la Costa Caribe Cordobesa. Estos municipios, junto con el municipio de Canalete, que no posee salida al mar, conforman la Subregión Costanera del Departamento. Limita por el norte con los municipios de Moñitos, y Lorica; por el sur con el municipio de los Córdobas; por el oriente marca frontera con San Pelayo y Montería y por el occidente limita con el mar Caribe.

### Isla Tortuguilla
Es una pequeña isla del Caribe colombiano. Se sitúa a unos 9 km de tierra firme, es una terraza coralina subfósil emergida, rodeada de una plataforma calcárea de unos 10 metros de profundidad.

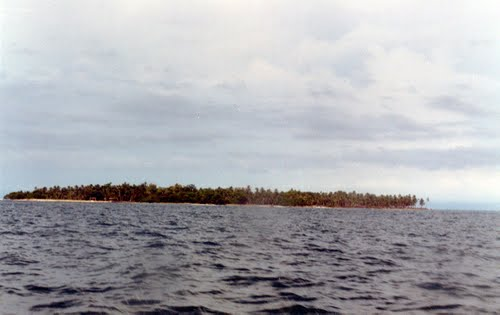

## División político-administrativa
Aparte de su cabecera municipal. Puerto Escondido tiene bajo su jurisdicción la isla Tortuguilla. Además, los siguientes centros poblados:
- Arizal
- Cristo Rey
- El Pantano
- El Silencio
- Morindó Las Mujeres
- San José de Canalete
- San Luis
- San Miguel
- Santa Isabel
- Villa Esther
- Nuevo Horizonte

## Historia
Se tiene noticia que en el año de 1854 los hermanos Casimiro, Máximo, José Blas y Nicomedes Díaz, llegaron procedentes de Barú y se establecieron en el sitio que hoy se conoce con el nombre de Puerto Escondido Viejo. Otra familia de apellido Barrios, también de la isla de Barú, cerca de Cartagena, atraída por los relatos que llevaban los marineros, sobre la fertilidad de estas tierras y de la bondad de sus moradores, se vino a instalar en estos lugares.
Al ir aumentando la población decidieron trasladar sus ranchos al sitio que hoy se llama barrio Simón Bolívar, por estar cerca de una laguna que abastece de agua a la comunidad. Puerto Escondido, el nuevo, llegó a ser el principal caserío de esta costa, por lo cual la Asamblea del Departamento de Bolívar lo erigió como corregimiento del municipio de Lorica por la Ordenanza N.º 42 de 27 de abril de 1923.
Por la Ordenanza N.º 53 de 24 de abril de 1928 la Asamblea de Bolívar aclaró que el corregimiento de Puerto Escondido comprendía los caseríos o agregaciones de Yuca, Mangle, Alta Clara, Tierra Adentro, Agua Viva, Palmar, Morindó y Puerto Escondido, su cabecera.
El departamento de Córdoba, por Ordenanza N.º 011 de 1961, reglamentada por el Decreto N.º 00639 del 24 de noviembre del mismo año, erigió en municipio a Puerto Escondido, con los siguientes caseríos: Alta Clara, Tierra Adentro, Agua Viva, El Palmar, Morindó, Filadelfia, los Sabalitos, la Ciénaga, Caballo Blanco, la Pancha, Plan Parejo, el Central Bolívar y la Isla de Tortuguilla. Tales caseríos dependerían directamente de la cabecera.
“Se trata de una cultura que hunde sus raizales en lo más hondo de la herencia africana, pero enriquecida a lo largo de 2 siglos por la migración de colonos en un mosaico de mestizaje”. (Monografía de Puerto Escondido).
En ese sentido podemos determinar especialmente tres prototipos étnicos: en la cabecera municipal, y los corregimientos de Cristo Rey y San José de Canalete un predominio de la población negra, según anales históricos y orales procedentes de las islas de Barú. 
Es de resaltar la forma de desarrollar su principal actividad económica, la pesca, la cual se hace en forma tradicional, existiendo “un respeto por el medio ambiente que se traduce en una economía de subsistencia como una forma de recreación”.
Por otro lado encontramos otras olas migratorias más recientes históricamente, procedentes del Bajo Sinú y de antiguos aborígenes zenúes que poblaron el interior del municipio, es decir su parte rural.
No obstante, de las marcadas diferencias del orden cultural, quien marcó la constante en la población, es el mestizaje como producto del cruce entre colonos.

## Clima
La posición latitudinal y la ausencia de elevaciones orográficas significativas, colocan a la totalidad del territorio, dentro de lo que comúnmente se ha denominado tierras cálidas, con deficiente precipitación y temperaturas elevadas. Según la clasificación de zonas de vida de Leslie R. Holdridge todo el territorio corresponde a un Bosque Seco Tropical (bs - T) con temperaturas superiores a 24 °C y un promedio de lluvias que oscila entre 1.000 – 1.500 mm anuales. Los registros de las estaciones meteorológicas indican promedios anuales de 27 °C, con máxima de 28.4 °C en los meses de marzo, abril y mayo y una mínima promedio de 25.6 °C en los meses de enero, julio y octubre. La humedad relativa promedio es de 83%, máximo de 90%.
| Parámetros climáticos promedio de | Parámetros climáticos promedio de | Parámetros climáticos promedio de | Parámetros climáticos promedio de | Parámetros climáticos promedio de | Parámetros climáticos promedio de | Parámetros climáticos promedio de | Parámetros climáticos promedio de | Parámetros climáticos promedio de | Parámetros climáticos promedio de | Parámetros climáticos promedio de | Parámetros climáticos promedio de | Parámetros climáticos promedio de | Parámetros climáticos promedio de |
| Mes                               | Ene.                              | Feb.                              | Mar.                              | Abr.                              | May.                              | Jun.                              | Jul.                              | Ago.                              | Sep.                              | Oct.                              | Nov.                              | Dic.                              | Anual                             |
| --------------------------------- | --------------------------------- | --------------------------------- | --------------------------------- | --------------------------------- | --------------------------------- | --------------------------------- | --------------------------------- | --------------------------------- | --------------------------------- | --------------------------------- | --------------------------------- | --------------------------------- | --------------------------------- |
| [cita requerida]                  |                                   |                                   |                                   |                                   |                                   |                                   |                                   |                                   |                                   |                                   |                                   |                                   |                                   |

## Hidrología

### Corrientes marinas
En la costa Caribe colombiana el sentido predominante de las corrientes es noreste, originada por los vientos alisios, que al alcanzar la península de Yucatán. Se divide en dos ramales, uno que sigue hacia el norte en dirección México y otro que desciende hacia el sur, formando la contra corriente de Panamá.
Mareas: Las mareas en el Caribe colombiano son mixtas, con predominio del armónico diurno, en mareas muertas se observa la presencia de dos picos por día, que no 12 siempre son iguales. En marea viva se presenta un solo pico con variaciones hasta de 0.60m. por falta de registros históricos se desconoce la amplitud de los mares de leva que se presentan.
Nivel Del Mar: Se distinguen dos períodos de oleaje intensos, el primero comprende los meses de diciembre, enero, febrero, marzo y abril, el segundo junio, julio y agosto. De igual manera se distinguen dos períodos de oleaje débiles: el primero en marzo y el segundo de septiembre, octubre y noviembre.

### Hidrología terrestre
El municipio posee cuatro grandes vertientes en su orden de importancia: Río Canalete, Río Mangle, Quebrada de Yuca y costanera; estos se encuentran formadas por una cantidad apreciable de ríos de torrentes que llevan sus aguas directamente al mar los cuales son de corta longitud. El Río Canalete, nace en el municipio de Montería y recorre cuatro entes territoriales, pero el mayor aporte de aguas lo tiene en el Municipio de Puerto Escondido. Durante los meses de diciembre, enero, febrero y marzo la boca se encuentra cerrada dando origen a una piscina de agua semisalobres que es el gran atractivo turístico.

### Hidrogeología
Semejando las corrientes de aguas superficiales las aguas subterráneas tienen conductos por los cuales migran, por entre formaciones sedimentarias en especial, areniscas de tamaño medio y grueso. El nivel freático, la estructura de las rocas y los minerales solubles son los grandes condicionantes de la calidad de este recurso. En el Municipio de Puerto Escondido se conocen tres zonas de explotación de aguas profundas; la primera se explota al pasar por la finca del Señor Hermes Ramos y se encuentra sobre un material de arena dulce de tamaño fino. La segunda se encuentra en cercanía de la vereda de Morindó Florida. La tercera fuente surte de agua al caserío Cerro Campamento. Ninguna tiene un estudio pormenorizado. En el resto del Municipio se encuentran aguas duras con alto índice de disolución de sales calcáreas. Aún las aguas de corrientes superficiales son salobres.

## Geología
El territorio estudiado se encuentra localizado en el Cinturón del Sinú (Terciario superior, lodoso, perteneciente a la orogenia andina) sobre la serranía de Abibe y en la Zona Costanera Cordobesa. La serranía en mención pertenece a la cordillera cccidental. La cordillera occidental, aparece como un complejo de materiales sedimentarios y metamórficos, intensamente plegados y tallados que se interrumpen en trechos por intrusiones plutónicas. Los principales materiales de la cordillera están constituidos por rocas arenosas, arcillosas y calcáreas de origen marino. Por ser un municipio costanero se pueden distinguir dos fenómenos diferenciables bien enmarcados. Uno en la parte continental y otro en la plataforma marina.

### Geología marina – Tortuguilla
Dado la acción de materiales coralinos y al choque de las placas Suramericanas, Nascas y Caribe, se formó la bella isla de Tortuguilla, situada al frente de Puerto Escondido, con gran riqueza calcárea, forestal y faunística

### Geología continental
El suelo de la placa suramericana al chocar con la placa Caribe y nazca dan origen a las Serranías de Ayapel, San Jerónimo y Abibe en la cual se encuentra Puerto Escondido. La roca madre es conformada de sedimentos marinos, los cuales no han sufrido ninguna clase de metamorfismo y tampoco han adquirido un cemento, que una las diferentes partículas de estos sedimentos, dando origen a suelos sacaroidales.

#### Fallas
Falla El Ébano: Falla de rumbo con dirección aproximada Norte 80 Oeste a Este-Oeste con desplazamiento sinestral localizada al noroeste del departamento, cerca de la población de El Ébano de donde recibe su nombre (CHEVERON, 1986). Limita estructuralmente con afloramientos de la formación Marralú en la zona de Aguas Vivas y Cucharal (al Sur de puerto Escondido) formando bloques estructurales con desplazamientos laterales en dirección Noreste y Sureste, cuyo límite al norte está definido por la falla Punta Mangle y al sur por la falla Canalete.
Falla Punta Mangle: Localizada en el municipio en el corregimiento de Cristo Rey y Villa Esther, paralelo al Río Mangle. Deforma la terraza marina de edad Holoceno tardío, el grado de actividad es bajo a moderado con tasa de desplazamiento de 4 mm/año.

#### Formaciones
Depósitos aluviales: Se caracteriza por formar en su recorrido valles aluviales amplios, constituidos por depósitos que permiten desarrolla actividades agropecuarias extensivas de gran importancia para la economía del departamento, llanuras de inundación y sedimentos del río Canalete y sus afluentes. 
Depósito de Canalete: Está localizado al sur y sur este de Puerto Escondido; corresponde a la llanura aluvial antigua del Río Canalete y sus tributarios compuesta por material arenosoarcilloso, con predominio de la fracción arena.
Terrazas Marinas: Estas unidades se forman por los cambios eustáticos en el nivel del mar, debido a periodos de transgresiones así como a fenómenos neotectónicos que dejan al descubierto o levantan fracciones del fondo marino que antes se encontraban sumergidas. La terrazas marinas se encuentran localizadas cerca de las poblaciones de Puerto Escondido y los Córdobas. En el sector de Puerto Escondido corresponde a una terraza marina de abrasión conformada por los sedimentos coluvio-aluviales que cubren las zonas de acantilados; constan de fragmentos de areniscas, limolitas y conglomerados retrabajados, recubiertos por conchas y presencia de corales. Se encuentra desplazada por la Falla Puerto Escondido, (no indicada en el plano geológico por encontrarse todavía en estudio su localización exacta) con una tasa de 4mm/año.
Formación Corpa: Nombre dado por Haffer (1967) a las capas sedimentarias que afloran al noroccidente del municipio de Montería, constituida por limolitas - arcillolitas de color 15 crema-gris, meteorizadas pobremente, estratificadas; forman colinas redondeadas con pendientes suaves. Las características litológicas sugieren una deposición en abanicos aluviales que se originaron por un alto levantamiento en el sur, pueden considerarse como evidencia de un importante evento tectónico a finales del terciario.
Formación Pajuil: Haffer (1967) denomina formación Pajuil a las sedimentitas que afloran en la parte superior de la cuenca del Río Sinú al occidente del Departamento, conformando un relieve de colina suaves y formando anticlinorios y sinclinorios. Al occidente de Montería, sobre la carretera Santa Lucía - Moñitos límites con Puerto Escondido, Aflora capas delgadas de areniscas de grano fino, compuestas por cuarzo con escasos liticos y feldespato, intercalada con capas delgadas de arcillolitas gris finamente laminada. Las características litológicas indican facies siliciclásticas finas, de extensión amplia y pocas variaciones; la presencia conspicua de remanentes de plantas, moluscos y foraminiferos sugieren un ambiente batial superior a nerítico, con deposición en una plataforma que se hundía rápidamente, cercana a una fuente continental adyacente a grandes zonas de pantanos y manglares.
Formación Floresanto: Definida por el grupo de Geólogos de Sinú Oil Company (OPPENHEIM,1957). La sección tipo de esta unidad se encuentra la Quebrada Floresanto al sur- oeste de Montería (Memorias Explicativas Mapa Geológico Departamento de Córdoba). A lo largo de la carretera Montería-Arboletes, afloran capas de lodolitas grises, deleznables, con intercalaciones de areniscas de color gris. En general, la secuencia se encuentra suavemente plegada, notándose cambio en la actitud de las capas por tramos cortos, formando anticlinorios y sinclinorios estrechos.

### Topografía
Para analizar mejor la topografía del municipio en todos sus 423.2 km² de su área con 27 km de costa, hablamos de dos grandes áreas:
Colinas: Las colinas forman parte de las estribaciones de la Serranía de Abibe, en donde tiene el municipio la máxima altura, el cerro de Tortugón con 280 m s. n. m., conformado por laderas de inclinación moderada a alta, valles inclinados a planos los cuales sirven como canales de drenaje y conforman el 98% del territorio.
Terraza marina: Los 27 km de costas están bordeados por una terraza marina disectada que tiene un ancho variable de 100 a 450 m y una altura de 1.0 a 4.0 m, delimitada al oriente por la Serranía de Abibe con alturas que varían entre 50 y 100 m. Esta terraza tiene dirección Norte – Noreste.

## Flora
La flora nativa se encuentra muy diezmada aun desde la época en la cual se realizó una explotación industrial de los maderables, por parte de empresas madereras extranjeras y continuada por la presión del aumento de la frontera agrícola ayudada con la quemas. Sin embargo algunas personas conservan zonas de reserva sin el apoyo del estado. Es de resaltar el inicio de algunos cultivos de maderables y frutales a baja escala. La diversidad vegetal en el municipio se ha visto totalmente afectada por conflictos de uso del suelo que han primado en la región y es así, que de la existencia de una cubierta boscosa, antes del año 1950, hoy dominan los pastos dedicados a la ganadería extensiva.

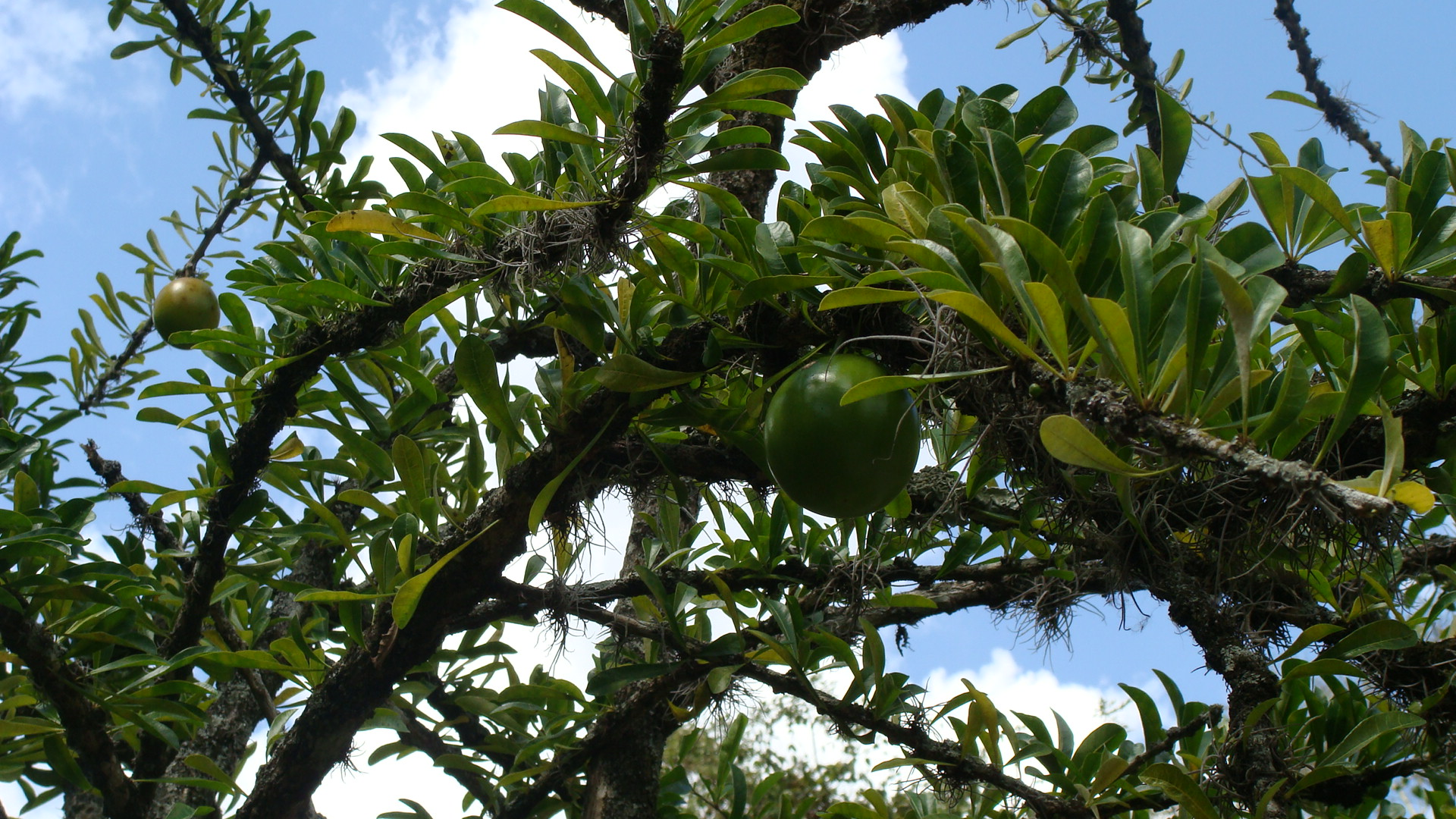
Crecentina, comúnmente conocido como Totumo, es una de las especies más abundantes en la región.

Entre las causas de disminución de la cobertura vegetal tenemos: 
-Tala de los bosques para la ampliación de la frontera agrícola.
-Colonización no dirigida en zonas boscosas productoras–protectoras.
-Explotación selectiva de especies valiosas para su comercialización en mercados de otros departamentos y países.
-Quemas incontroladas, las cuales arrasaban con a Biodiversidad del área.
-Utilización de la madera como leña en el principio como única fuente de energía existente, posteriormente se ha continuado como un sistema cultural.
-Incumplimiento de las normas reglamentarias de zonas protectoras, reservas, baldíos, etc, de mantener un porcentaje del área (10 al 20%), cubierta en cobertura vegetal. 
-Incapacidad de las entidades administradoras de recursos naturales en hacer cumplir las normas establecidas sobre obligatoriedad de mantener el 10% en cobertura vegetal en predios mayores del 50 Has y el 20% en Baldíos. 
-Carencia de verdaderas políticas de formación, excepto la del Certificado de Incentivo Forestal CIF.
-Falta de educación o capacitación ambiental que conduzca a la población a comprender el verdadero valor ecológico de los bosques y su valor real en cuanto a su papel de interrelación con los Otros recursos. 
-Incremento de la población, lo cual necesita más oferta natural para dar satisfacción a sus necesidades. El factor antrópico ha sido el principal causante de todos los cambios en la naturaleza

## Fauna

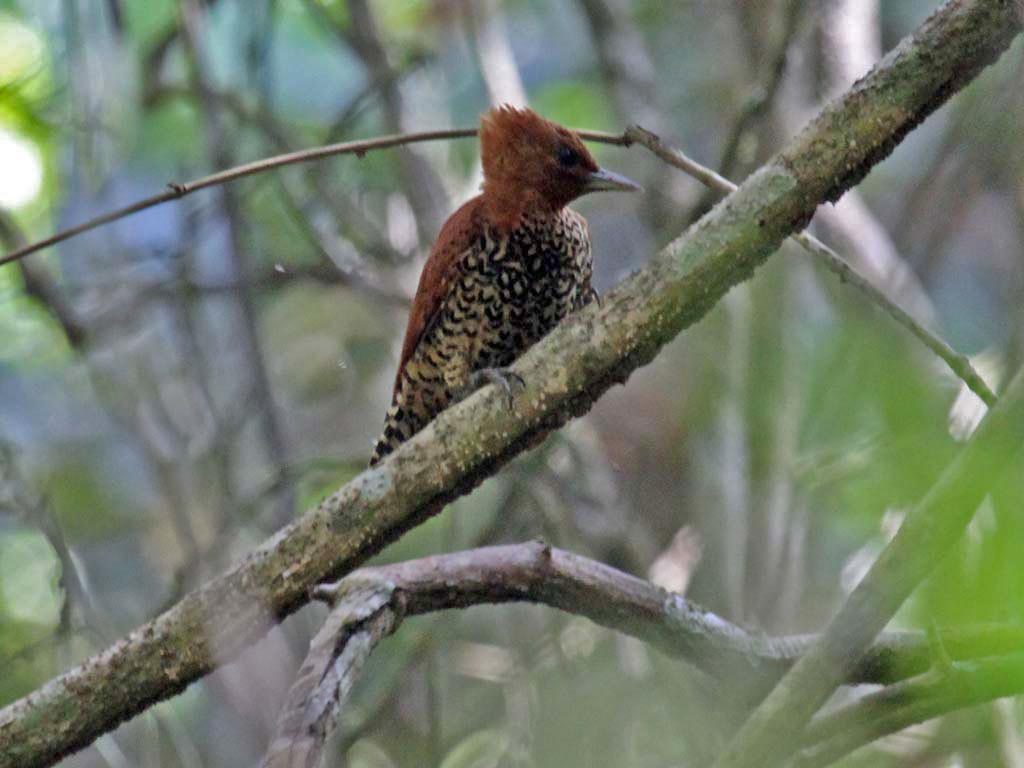
Celeus loricatus, vulgarmente conocido como carpintero, una de las especies amenazadas en la región.

La fauna silvestre ha protagonizado un valioso papel en el transcurso de la vida del hombre, ofreciéndole alimento, abrigo, medicina, gozo espiritual, entre otras. Pero de nada le ha servido debido a que se continua ignorando su importancia biológica para la vida del Planeta. La fauna juega un papel importante en el equilibrio de los ecosistemas en el ciclo de los nutrientes, cadenas alimenticias y contribuyendo al equilibrio biológico necesario en el ambiente donde habita el hombre. Se debe reconocer el valor que representa la fauna como recurso natural para el municipio, que manejada racionalmente, desempeñaría un impulso en la economía de la región. La ampliación de las fronteras de las actividades agropecuarias en el municipio y muy especialmente la actividad ganadera, ha generado cambios sustanciales en el paisaje, las condiciones hidrológicas y ecológicas; desmejorando y destruyendo el hábitat de muchas especies faunísticas nativas, obligándolas a emigrar hacia otras zonas.
Las causas que están produciendo disminución o desaparición de la fauna silvestre en la región son:
-La deforestación de los bosques naturales, es una de las principales causas de disminución o desaparición de la fauna en el municipio.
-Las malas prácticas de manejo en la ganadería extensiva como el sobre pastoreo.
-Las quemas, las cuales destruyen el hábitat de muchas especies o mueren consumidas por las llamas. También disminuyen la productividad de los suelos.
-Drenajes de pantanos y humedales. 
-La contaminación de los suelos y el agua por agroquímicos y la sedimentación de los materiales erogados. 
-La caza y pesca irracional.
-Introducción de algunas especies exóticas sin previo estudio.

## Economía

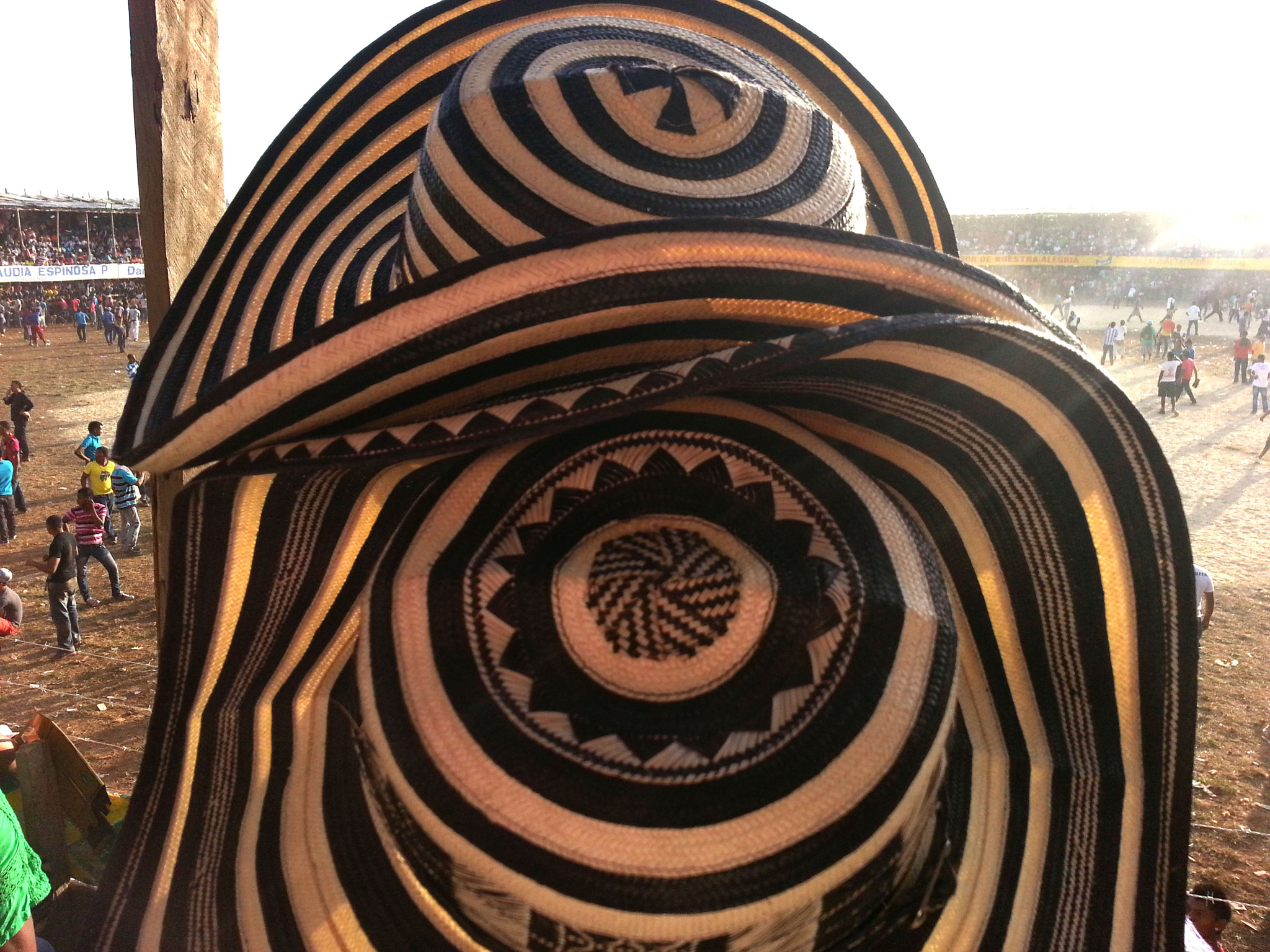
Sombrero fabricado por algunas comunidades del municipio

La principal actividad económica es la agricultura, y los productos que se cultivan en la región son: el maíz, el arroz, el coco y los tubérculos. La segunda actividad económica en nivel de importancia del municipio es la ganadería, y luego la pesca, el comercio y la actividad turística, ya que en Puerto Escondido aproximadamente 1.135 personas dependen de las temporadas turísticas. No se puede dejar a un lado el gremio de artesanos, que son aproximadamente 30 familias que se dedican a esta actividad.

## Cultura
El municipio de Puerto Escondido es apetecido por la variedad de platos típicos como el arroz con cangrejo, arroz y coctel de camarón, sancocho de gallina criolla y arroz con coco, pescado frito con yuca o patacones, y otros de mucha degustación.
Puerto Escondido es muy rico en cultura y sobresale en las creencias de cuentos de brujas, encantos, mitos y leyendas de fenómenos paranormales. Se celebran anualmente fiestas tradicionales, folclóricas y culturales, como el Festival del Pastel en el corregimiento del Pantano Tierra Bonita, fandangos y carreras de caballos en la mayoría de las veredas, y el famoso Festival Nacional del Bullerengue que resalta la idiosincrasia del pueblo conservando y preservando las costumbres de nuestros ancestros y se manifiestan a través del baile del bullerengue, típico por toda la comarca. Estas fiestas patronales se realizan siempre en periodo vacacional, es decir, en Semana Santa y el mes de junio.

## Sitios turísticos
Otros sitios de interés turístico en el municipio de Puerto Escondido son:
Playas del Hoyito donde está ubicado el Muelle Turístico
La desembocadura Quebrada de Yuca
El sendero ecológico de ascenso al cerro de tortugon
El Ecohotel Samady
Las bellas Playas de cascajo
Sendero Ecológico La Nevera en la vereda del Prieto
La Estatua ecuestre de Bolívar más pequeña del mundo (esta en el libro reor guines)

## Festividades

### Festival del Bullerengue
El bullerengue es una danza, práctica musical y festiva, característica de la población afrocolombiana que habita en la región de Urabá y en las costas de los departamentos de Córdoba y Bolívar. Además, comparte un pasado histórico que lo conecta con la provincia del Darién en Panamá. Por su carácter representativo de la afrocolombianidad, esta práctica cultural constituye un importante aporte como expresión de la diversidad cultural del país.
Se considera que esta práctica surgió en las zonas aledañas al Canal del Dique, cerca de Cartagena, en los poblados constituidos por negros que huían de la esclavitud, principalmente en la zona de Barú. El bullerengue se habría difundido entonces hacia los territorios de Córdoba y Urabá a través de migraciones, está tradición popular que se viene mostrando desde 1988 a finales del mes de junio por los días de San Juan, siendo este municipio sede del evento folclórico del Festival del Bullerengue.
El festival tiene como objetivo principal afianzar la identidad cultural afrocaribeña, especialmente la de los habitantes de las costas de los golfos de Urabá y Morrosquillo. Con vestidos de blusas de colores vivos y faldas estampadas, las bailadoras se rotan en la danza, ofreciendo un bello espectáculo de música y de color.
En la parte galante del certamen se desarrolla el Reinado del Bullerengue, con bellas jóvenes de origen negro que demuestran sus talentos en la música y la danza

## Vivienda y población con NBI (Necesidades Básicas Insatisfechas)
En Puerto Escondido existen 3.307 viviendas en todo su territorio, de las cuales 619 corresponden a la zona urbana o sea un 19% y a la zona rural 2.688 que representa el 81%. En el Departamento de Córdoba existe un déficit de vivienda con cifras alarmantes en todos sus municipios, situación esta que cada vez se ve más agravada debido al fenómeno de desplazados que cada día llegan al departamento por la violencia y también por las inundaciones que periódicamente se presentan. Como es natural, Puerto Escondido no es ajeno a esta difícil situación; aún más complejo cuando es uno de los municipios del Departamento de Córdoba que presenta un alto índice de necesidades insatisfechas (NBI).

### Zona urbana
En la cabecera municipal hay actualmente 619 casas distribuidas en los 15 barrios urbanos. En estas 619 casas viven 686 familias que representan unas 2.893 54 personas. Lo que quiere decir que en la zona urbana viven 4.67 personas por casa; 4.22 personas por familia y 1.1 familia por casa. El 95% de la población vive en casa y el 5% en cuartos. Esta población que vive en cuartos se encuentra básicamente en el Barrio Las Marías, lo cual requiere de un programa de mejoramiento de vivienda. Las paredes de las casas de la zona urbana están conformadas de la siguiente forma: 11% : Bahareque, 25 % en madera burda no pulida, 49 % Bloque o ladrillo, 15 % Otros. Los pisos de las casas urbanas se conforman así: 48 % del piso de las casa es tierra, 50 % del piso de las casa es cemento. El techo de las casas urbanas, el 52 % es palma, el 41 % es cinc o asbesto – cemento sin cielo raso y el 7 % otros. Hacinamiento: Un 19 % de la población urbana habita entre 2.5 personas por cuarto y 5 personas por cuarto. Entre 2.5 personas y 1.66 vive una población del 24 % o sea que un 45 % de la población vive en hacinamiento y un 55% no vive en hacinamiento. Este hacinamiento se presenta en mayor grado en los barrios Las Marías y Simón Bolívar.
Servicios Públicos Vivienda Urbana. 
-Energía: 99% de las viviendas urbanas cuentan con servicio de energía eléctrica. 
-Agua: El 74% tiene servicio de agua. Esta llega a las casa cada dos días aproximadamente 2 horas, el 24% obtiene el agua a través de los aljibes, el 2% otros. 
-Basura: El 27% de la población cuenta con el servicio de aseo, el 36% recoge la basura en contenedores o canecas, el 37% tiran la basura al patio. Tenencia de las viviendas urbanas: El 26% son propias, el 11% arrendadas y el 63% otra forma.

### Vivienda rural
Estas son las casas que se encuentran en las zona rural del municipio dispersas por todo el territorio rural concentrado se encuentra en Puerto Escondido 1.040 casa que representan: 6.190 personas, 5,90 personas por casa, 1,79 familia por casa, 5,3 personas por familia. De estas personas viven en casa el 97% y el 3% en cuartos. 
Las casa en su material están conformadas así: Las Paredes: El 54% en madera rústica, el 19% en venas de coroza, el 10% en bloque o ladrillo, el 17% otros.
Los pisos: 93% en tierra, 6% en cemento, 1% otros. Techos: 90% en palma, 7% teja de eternit sin cielo raso, 3% otro. Hacinamiento: El 40% de la población rural concentrada vive en hacinamiento y el 52% vive normal. 
Vivienda Rural Concentrada 
Existen 1.648 casas en la zona rural concentrada, para una población de 9.812 o sea viven por casas 5,9 personas, 1.812 familias, 5,4 personas por familia, 1,09 familia por casa. De estas personas viven en casa el 98% y el 2% en cuartos. El material de las casas es: Paredes: 21% Lata o vena de coroza, 53% madera burda, 13% bloque o ladrillo, 12% bahareque. Pisos: 86% tierra, 13% cemento. Techo: 85% palma, 14% cinc y asbesto sin cielo raso. Hacinamiento: 50%.

## Educación
La educación Colombiana está padeciendo en los actuales momentos una profunda crisis en lo que se refiere a cobertura y calidad. El Municipio de Puerto Escondido no es ajeno a esta crisis, más bien se constituye en un reflejo fiel de esta situación, puesto que la cobertura no satisface la totalidad de la demanda y la calidad del servicio educativo deja mucho que desear. El Municipio de Puerto Escondido afronta una situación delicada en materia de educación. Hay escasez de planteles educativos. 

### Problemas
Analfabetismo superior al 33%. 
Existen problemas en los sistemas de información y estadísticos; el municipio no cuenta con indicadores de cobertura, calidad, eficiencia interna, infraestructura física y financiación. Con relación a la financiación, el sector no puede atender la demanda educativa en su totalidad, en atención a que los recursos del situado fiscal, la participación municipal en los ingresos corrientes de la nación y los recursos propios son insuficientes para cubrir la solicitud de cupos.
La capacitación es mínima y las condiciones en las que trabajan son deprimentes e infrahumanas. Esto es aun mucho más patente en la zona rural. 
Déficit de aulas escolares y de unidades sanitarias. 
La dotación en la zona rural no es buena. Déficit en la zona rural de colegios de bachillerato. 
Falta de centros educativos a nivel de estudios post – secundaria con continuidad.

## Servicios públicos
- Energía Eléctrica: Afinia, del grupo EPM, es la empresa prestadora del servicio de energía eléctrica.
- Gas Natural: Surtigas es la empresa distribuidora y comercializadora de gas natural en el municipio.